# Lijst van gebieden van Staatsbosbeheer

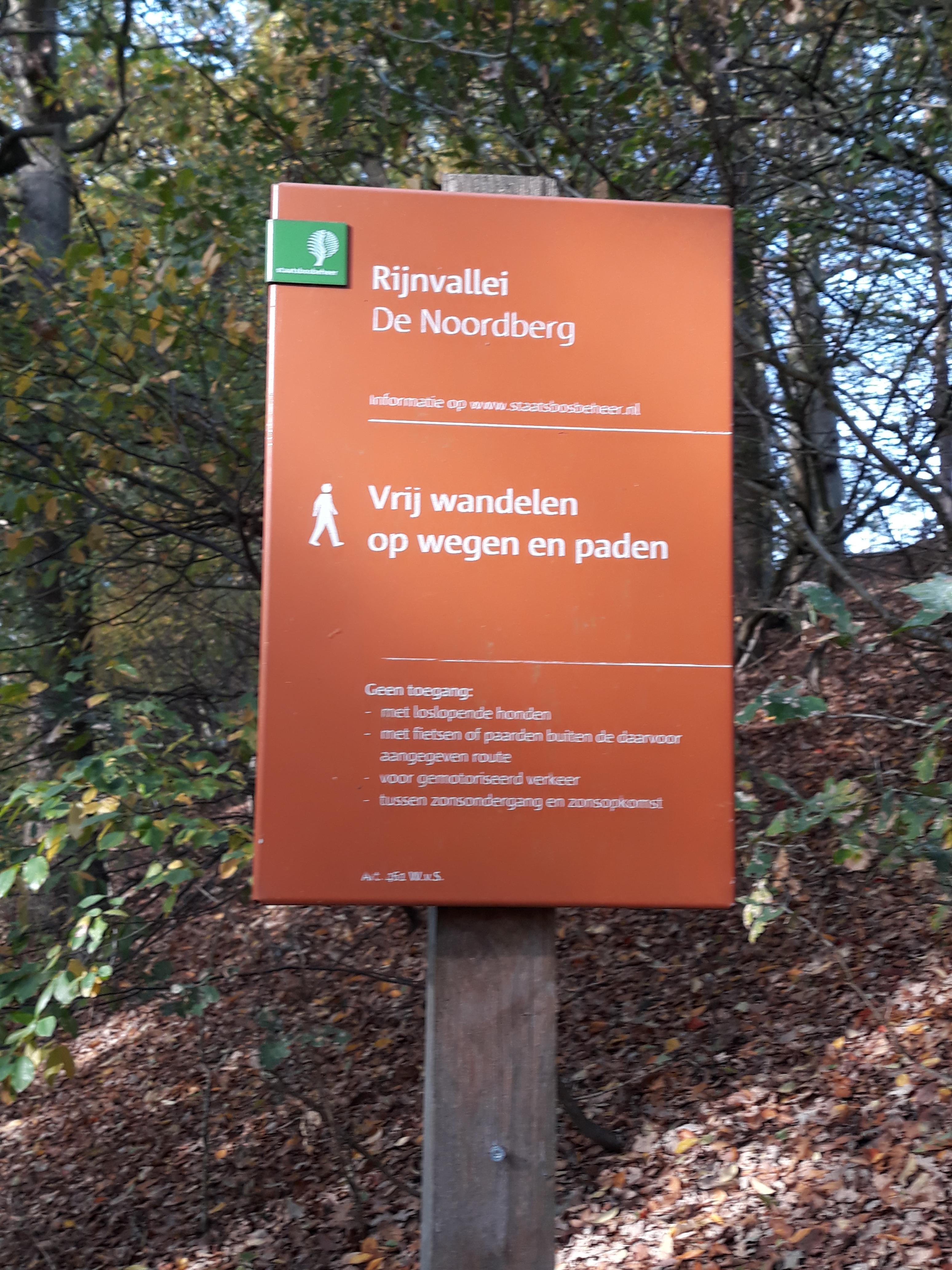
Het gebied De Noordberg bij Renkum is onderdeel van het natuurgebied Rijnvallei.

Hieronder staat per provincie een lijst van natuurgebieden die in beheer zijn bij Staatsbosbeheer. Staatsbosbeheer beheert 144 natuurgebieden, die elk bestaan uit diverse kleinere eenheden: zogenaamde deelgebieden. De indeling in natuurgebieden en deelgebieden is gebaseerd op de indeling van Staatsbosbeheer.

## Groningen
| - Duurswold - Baggerputten - Huisweersterbos - Rijpemaa - Siemenspark - Steendamsterbos - Uiterburen (natuurgebied) - Groningse stuwwallen - De Tjamme - De Hoogte (natuurgebied) - De Garst - Hogeland - Ekenstein - Ewsum / Middelstumerbos bij Borg Ewsum - Ten Boersterbos - Bedumerbos - Middendijk (natuurgebied) - Maarhuizen (natuurgebied) - Abelstok (natuurgebied) - Leenstertillen - Kanaalstreek - Vledderbos - Horstenerbos - Boerendiep - Veenhuizerstukken - Lauwersmeer - Nationaal Park Lauwersmeer (deels in Friesland) - Ballastplaatbos - Ezumakeeg - Jaap Deensgat - Kollumeroord - Kollumerwaard - Lauwersoogbos | - Oldambt - Barlagenpolder - Eiland van Winschoten - Kolk Hamdijk - Nieuwe Schanskerbos - Nieuwolderbos - Spoordijk (natuurgebied) - Termunterzijldiep (natuurgebied) - Wagenborgerbos - Winschoterzijl (natuurgebied) - Tusschenwegen - Bos op Houwingaham - Hondshalstermeer - Oude veenkoloniën - Pekelderbos - Siemenspark - Uiterburen (natuurgebied) - Emergo (natuurgebied) - Adriaan Tripbos - De Wiede - Tussen de Venen - Hoetmansmeer - 't Roegwold - Ae’s Woudbloem - Westerpolder (natuurgebied) - Tetjehorn - Haansplassen - Dannemeer | - Rottum (natuurgebied) - Rottumeroog - Rottumerplaat - Zuiderduintjes - Westerkwartier - Allersmaborg - Doezumermieden - Grootegastermolenpolder - Haarsterbos - Curringherveld - Jilt Dijksheide - Snipspoel - Trimunt - Westerwolde - Bellingwolderbos - Blijhamsterbos - Breedwisch - Breetuinen - De Gaast - De Lethe - Engbert Drenthbos - Hasseberg - Hoorndermeeden - Holle Beetse Vennekampen - Loosterveen - Lyskemeer - Sellingerbossen - Ter Borg - Ter Wupping - Ter Apelerbossen - Veendiepsterplassen |

## Friesland
| - Ameland - Hagedoornveld - Hollumerbos - Kweekbos - Lange Duinen (Ameland) - Nesserbos - Oostbos - Roosduinen - Vleijen - De Deelen - Drents-Friese Wold (Nationaal park) - Appelscha (natuurgebied) - Berkenheuvel - Canadameer - Diever Zand - Veldhuizen (natuurgebied) - Engelsmanplaat - Noardlike Fryske Wâlden (Nationaal landschap) - Duurswouderheide - Sparjebird (natuurgebied) - 't Oude Bosch - Wijnjeterper Schar - Beekdal Linde - Beekdal Koningsdiep - Beekdal Tjongervallei - Nationaal Park Lauwersmeer (deels in Groningen) | - Noard-Fryslãn - Blikvaart (Blikfeart) - Bergumermeer (Burgumermar) - De Houtwiel - De Leijen - Driezumermeer (Driesumermar) - Drogehamstermieden (Hamstermieden) - Egyptebos (Egyptebosk) - Hempensermeer (Hempensermar) - Jouswierpolder - Klaarkampermeer - Landgoed Stania State - Polder Rohel (Polder Reahel) - Rinsumageester Bos (Geastmerbosk) - Schwartzenbergerbos (Schwartzenbergerbosk) - Twijzelermieden (Twiselermieden) - Vermaningsbos (Fermanjebosk) - Wijnzerpolder (Wynserpolder) - Zwagermieden (Zweagermieden) - Oranjewoud - Landgoed Oranjewoud - Rottige Meente - Brandemeer | - Sudwest-Fryslãn - Buiten Ee (Bûten Ie) - Gaasterland - Alddyksgat - Balksterbos - Bledsjebosk - Bremer wildernis - Delleburen - Elfbergen - Harichsterbos - Jolderenbos - Nijemirdumerheide - Reidpollen - Starnumanbossen - Wyldemerk - Gouden Bodem (Gouden Boaiem) - Groote Brekken (Grutte Brekken) - Haanmeer (Heanmar) - Haskerland - Haulsterbos (Haulsterbosk) - Het Zwin (It Swin) - Koudumer Hoogte (Koudumer Heech) - Lytse Marren - Nannewijd (Nannewiid) - Rotstergaasterwallen - Rozenbos (Roazebosk) - Sneekermeer - Slotermeer (Sleattemermar) - Tjeukemeer (Tsjukemar) - De Warren (De Warren) - Wijckelerhop (Wikeler Hop) - Witte- en Zwarte Brekken - Workumer Nieuwland (Warkumernylân) - Zandhuizerveld (Sánhûster Fjild) - Terschelling - Boschplaat - Noordsvaarder - Koegelwieck - Vlieland - Kroon's Polders |

## Drenthe
| - Drentsche Aa - Amerdiep - Andersche Diep - Anloo - Anlooër Diepje - Appelbergen - Balloërveld - De Heest - Deurzerdiep - Diepenveen (natuurgebied) - Gasterensche Diep - Geelbroek (natuurgebied) - Polder Glimmen - Glimmermade - Looner Diep - Okkenveen - Oudemolensche Diep - Polder Oosterland - Quintusbos - Scheebroeker Loop - Schipborgsche Diep - Strubben-Kniphorstbosch - Taarlosche Diep - Westerdiep (Drentsche Aa) - Westerlanden (natuurgebied) - Zeegserduinen - Zeegser Loopje - Drents-Friese Wold (deels Friesland) - Hoekenbrink - Dwingelderveld - Anserdennen - Boswachterij Dwingeloo - Dwingeloosche Heide - Kraloër heide - Gees - Boswachterij Gees | - Hart van Drenthe - Brunstingerplassen - Boswachterij Grolloo - Elperstroom - Heuvingerzand - Holmers Halkenbroek - Boswachterij Hooghalen - Ieberenplas - Loomeer - Schoonloër Strubben - Boswachterij Schoonloo - Westerborkerstroom - Zuid Hijkerzand - Hondsrug - Anloo - Appelbergen - Brummelpad - Buinerveld - De Moere - Emmerdennen - Emmerschans - Emmerveld - Boswachterij Exloo - Boswachterij Gieten-Borger - Hogeveldheide - Hunzebos - Langgraf - Meindertsveen - Molenveld (Exloo) - Noordbargerbos - Boswachterij Odoorn - Odoornerdennen - Oosterveld (natuurgebied) - Schapenpark - Schietbaanbos - Sleenerstroom - Strubben Kniphorstbosch - Valtherbos - Westerbos | - Kop van Drenthe - De Holten - Esmeer - Heukersbosje - Landgoed Mensinge - Leekstermeer - Lieverderbosch - Noordsche Veld - Peestermaden - Boswachterij Veenhuizen - Welterberg - Zeijerstrubben - Zeijerwiek - Orvelte - Orvelterbosjes - Reijntjesbos - Reijntjesveld - Ruinen - Anholt (natuurgebied) - Echtenerzand - Suikerveen - Tellingenbos - Sleenerzand - Veenland - Bargerveen - Meerstalblok - Amsterdamsche Veld - Schoonebeekerveld - Berkenrode (natuurgebied) - Oosterbos - Zuidwest-Drenthe - Havelterberg - Polder ten Cate - Wapserveense petgaten |

## Overijssel
| - Boswachterij Staphorst - Zwarte Dennen - IJsselmonding - Reevediep - De Enk - IJsselvallei - Bakerwaard - Bentinckswelle - Bronckhorsterwaarden - Brummensche Waarden - Oldeneel (natuurgebied) - Buitenwaarden Wijhe - Buitenwaarden - Cortenoever (natuurgebied) - De Ravenswaarden - Engelse Werk - Dorpenwaarden - Duursche Waarden - Epsewaarden - Hengforderwaarden - Hoge Linie - Katerstede (natuurgebied) - Kijfsdijken - Koppelerwaard - Lage Linie - Nijendal - Olsterwaarden - Rammelwaard - Scherenwelle - Slotheuvel Bronkhorst - Sprabanen - Tichelgaten Windesheim - Veecaten (natuurgebied) - Veluwse Bandijk - Vorchterwaarden - Vreekolk - Welsummerwaarden - Wilpsche Klei - Zalkerbosch bij Zalk - Polder Mastenbroek - Jutjesriet - Kamperzeedijk (natuurgebied) - Kromme Riete - Lange Riete - Randmeren: zie #Gelderland | - Salland - Beuseberg - De Borkeld - Dijkerhoek (natuurgebied) - Eelerberg - Espelo (natuurgebied) - Hellendoornse Berg - Hexelse Flier - Holterbroek (natuurgebied) - Luttenbergerven - Middelerbos - Sallandse Heuvelrug (Nationaal Park) - Schuilenburg (natuurgebied) - Zunasche Heide - Zuurberg - Staphorsterveld - Olde Maten - Stadsgaten Hasselt - Veerslootlanden - Westoevers - Steenwijkerwold - Bass (natuurgebied) - De Eese - Woldberg - Twenthe - Aamsveen - Achter de Voort - Agelerbroek - Beuninger Achterveld - Dinkeldal - Dulder (natuurgebied) - Engbertsdijksvenen - Ezelsgoor - Fayersheide - Gammelke (natuurgebied) - Gravenbosch - Haaksbergerveen - Kattenberg (natuurgebied) - Lankheterbulten - Lutterveld (natuurgebied) - Lutterzand - Punthuizen - Reutumerveen - Reutumerweuste - Rossumermeden - Snakenburgerheide - Springendal - Stokkummerbroek - Stroomesch - Stroothuizen - Tutenberg - Voltherbroek - Weuste Maten - Withag | - Vechtdal - Arriën (natuurgebied) - Beerze (natuurgebied) - Beneden Regge - Boswachterij Hardenberg - Boswachterij Ommen - Brucht (natuurgebied) - Bruchterveld (natuurgebied) - De Haandrik (natuurgebied) - De Meene (natuurgebied) - Diffelen (natuurgebied) - Engelandsche Bosch - Hessumsche Mars - Hooge Graven - Leusener Maan - Loozensche Linie - Oeverlanden - Oldemeijer - Ommerschans (natuurgebied) - Oud Bergentheim (natuurgebied) - Plaggenmars - Rheezermaten - Rheezerbelten - Schuinesloot (natuurgebied) - Stobbeplas - Uilenkamp - Vloeivelden de Krim - Weerribben (Nationaal Park) - Antjeskolk - Anne Ruardiekolk - Blankenham (natuurgebied) - Groote Kolk - Woldlakebos - Eendenkooi Kloosterkooi - Eendenkooi Kooi van Pen - Zwarte Water - Veldiger Buitenlanden |

## Flevoland
| - Dorpsbossen Dronten - Swifterbos - Biddingbos - Wisentbos - Lage Vaartbos - Hoge Vaartbos - Rivierduingebied - Horsterwold - Stille Kern - Hulkesteinse Bos - Kuinderbos - Oostvaardersplassen - Hollandse Hout - Kotterbos - Oostvaardersbos - Oostvaardershout - Oostvaardersstrook - Oostvaardersveld - Randmeren: zie #Gelderland - Reve-Abbert - Torenbosje | - Roggebotzand - Roggebotveld - Spijk-Bremerberg - Boswachterij Spijk-Bremerberg - Het Spijk - Bremerberg - Stadsbossen Almere - Almeerderhout - Cirkelbos - Kathedralenbos - Waterlandse Bos - Almeerderstrand - Almeerderzand - Buitenhout - Kromslootpark - Oostrandpark - Oostvaarderszone - Poortzone - Zilverstrand | - Stadsbossen Lelystad - Gelderse Hout - Visvijverbos - Zuigerplasbos |

## Gelderland
| - Achterhoek - Aaltense Goor - Beekvliet (natuurgebied) - Besseldersbos - Boswachterij Ruurlo - De Breken - De Koeweiden - De Wrange - De Zumpe - Greffelkamp (natuurgebied) - Groote Goor - Groote Veld - Hagenbeek - Hallse Heide - Heidenhoeksche Vloed - Het Oude Schot - 't Rot (natuurgebied) - Koolmansdijk - Landgoed Slangenburg - Leemputten - Leemscherbos - Liemers (natuurgebied) - Lievelderveld - Meddosche Veld - Needse Achterveld - Noorderbroek - Noordijkerveld - Pannekuilen - Schoolt - Vildersveen - Willink’s Weust - Zwilbroek (natuurgebied) - Betuwe - Assche Wetering - Beesdsche Hoogeveld - Beesdsche Lage Veld - Beusichemse Bosjes - Beusichemse Waard - Bremerton (natuurgebied) - De Steendert - Domineesweitje - Eendenkooi Waardenburg - Gat van Marie - De Geeren (natuurgebied) - Groene Straat - Fort bij Asperen - Fort Vuren - Fort bij de Nieuwe Steeg (Geofort) - Heesseltsche Uiterwaarden - Het Broek (natuurgebied) - Hollanderbroek - Hondswaard - Karnheuvel - Landgoed Soelen - Liendermeint - Lingebos - Maneswaard - Mauriksche en Ecksche Waarden - Maurikse Wetering - Molenkade - Nieuwe Zuider Lingedijk - Oostermeint - Oude Rijnloop Tollenburg - Lingezegen - Passewaaij (natuurgebied) - Redichemse Waard - Tichelgaten Buren - Vuada Bos - Werk aan het Spoor Diefdijk - Zandput Culemborg - Zandput Herwijnen - Zoelensche Veld | - Bommelerwaard - Ammerzoden (natuurgebied) - Arkenswaard - Boezem van Brakel - Bovenwaard - Breemwaard - Gamerensche Waarden - Kil van Hurwenen - Lieskampen - Munnikenland - Meidijk (natuurgebied) - Oude Schans - Oude Watertoren - Piekenwaard - Poederoijensehoek (natuurgebied) - Rampert - Waarden bij Poederoijen - Gelderse Poort - Bemmelse Waard - Bisonbaai - Erfkamerlingschap - Erlecomsche Waard - Fort Lent - Gendtse Waard - Geuzenwaard - Groenlanden - Huissensche Waarden - Kandia - Kekerdomsche Waard - Klompenwaard rond Fort Pannerden - Lentsche Waard - Lobberdensche Waard - Loowaard - Millingerwaard - Ooijpolder - Oosterhoutse Waard - Oude Rijnstrangen - Oude Waal - Stadswaard (natuurgebied) - Tolkamerdijk - Gelderse Vallei - Groene Grens - Bennekomse Meent - De Kooiweg - Den Veenlanden - Land van Maas en Waal - Afferdensche en Deestsche Waarden - Beuningse Uiterwaarden - Buitenpolder Heerewaarden - De Meren - De Tuut (natuurgebied) - Doddendaal - Dreumelsveld - Dreumelsche Waard - Ewijkse Plaat - Fort Sint Andries - Oijense Middenwaard - Personnenbos - Roodslag - Sint Andries (natuurgebied) - Wamelse Uiterwaarden - Wissensche Waarden - Radio Kootwijk - Kootwijk (natuurgebied) - Kootwijkerzand | - Randmeren (deels Flevoland en Overijssel) - De Zwaan - Vossemeer - Abbert - De Kluut - De Krooneend - De Kwak - De Ral - De Snip - Eekt (natuurgebied) - Pierland - Reve - Otter - Hinde - Arkemheen - Oeverlanden - Oldebroek (natuurgebied) - Oosterwolde (natuurgebied) - Poffertjes (natuurgebied) - Rijk van Nijmegen - Balgoijsche Meer - Benedenpolder van Beek - Bullenkamp (natuurgebied) - Coehoorn - De Bruuk - Duivelsberg - Groesbeekse Bos - Hatertse Broek - Hatertse en Overasseltse Vennen - Loonse Waard - Wijchensche Ven - Rijnvallei - Bakenhof - Bovenste Polder - De Noordberg - Doorwerthsche Waarden - Jufferswaard - Plassenwaard - Stadsblokken-Meinerswijk - Veluwe - Belvedèrebos - Bennekomse Bos - Boersberg - Boeschoten - De Buunderkamp - De Dorschkamp - De Keijenberg - De Mijntjes - Ginkelse Heide - Gulbroek - Heelsums Beekdal - Heerder Sprengen - Hendriksbos - Hoornsche Broek - Hoenderloosche Bos - Hoog Buurlo - Johannahoeve - Meerveld (natuurgebied) - Noorderheide (natuurgebied) - Nunspeet (natuurgebied) - Oenensche Broek - Oostereng - Renkumse Heide - Rozendaalse Bos - Schaveren (natuurgebied) - Speulder- en Sprielderbos - Stroeërzand - Terletse Heide - Ugchelen-Hoenderloo (natuurgebied) - Vierhouterbos - Zandenbos - Zwolse Bos |

## Utrecht
| - Binnenveld - Achterbergse Hooilanden - De Hel en Blauwe hel - Grebbelinie - Asschatterkeerkade - Fort aan de Buursteeg - Groeperkade - Liniedijk - Roffelaarskade - Slaperdijk (Utrecht) - Werk aan de Daatselaar - Werk aan de Engelaar - Werk aan de Roffelaar - Groene Hart - Lopikerwaard - Achterkade (natuurgebied) - Benschop (natuurgebied) - Benschopper Molenvliet - Benschopperboezem - Broek en Blokland - Draakpolder - Grote Kerkvliet - IJsselsteinse Bos - Lekuiterwaarden - Noordzijdse Kade - Schenkelkade - Schutterskade - Willeskop (natuurgebied) - Zuidzijdse Kade | - Groene Hart - Vechtstreek - Armeland Ruwiel - Avontuurnatuur Harmelen - Bethunepolder - Bijleveld (natuurgebied) - Bovenlanden Wilnis - Bovenlanden Mijdrecht - Gagelbos - Gagelpolder - Kamerik Teylingen - Kockengen (natuurgebied) - Marickenland - Molenpolder (natuurgebied) - Polder Demmerik - Polder Mijnden - Schraallanden langs de Meije - Fort op de Ruigenhoeksedijk - Fort bij Tienhoven - Westbroekse Zodden - Kromme Rijn - Elpad - Fort bij Rijnauwen - Fort bij Vechten - Fort het Hemeltje - Nieuw Wulven - Notenlaan - Overlangbroek (natuurgebied) - Polder Vuylcop - Raaphof - Waalsebos - Werk aan de Groeneweg - Werk aan de Korte Uitweg - Werk aan de Waalse Wetering - Wulperhorst | - Uiterwaarden Neder-Rijn en Lek - Amerongse Bovenpolder - Steenwaard - Utrechtse Heuvelrug - Boswachterij Amerongse Berg - Boswachterij Austerlitz - Wallenburg - Boswachterij De Vuursche - Baarnse Bos - De Stulp - Hooge Vuursche - Nonnenland - Paardenbos - Pluismeer - Roosterbos - 't Hooge Erf - Boswachterij Leersum - De Hoogstraat - Leersumse Veld - Landgoed Broekhuizen - De Wildeman - Doornse Gat - Landgoed Darthuizerberg - Landgoed Groeneveld |

## Noord-Holland
| - Binnenduinrand Schoorl - Catrijper Moor - Binnenduinrand Zijpe - Kooibosch-Luttickduin - Abskolk-Hazepolder - Gaasp en Diem - Diemerbos - Gaasperplas - Diemer Vijfhoek - Gooi- en Eemmeer - De Dode Hond - De Schelp (eiland) - Huizerhoef - Naardermeent - Stichtse Brug (natuurgebied) - Oud Valkeveen - Visdiefje (natuurgebied) - Wolfskamer - Haarlemmermeer - IJtocht - Venneperhout - Zwaansbroek - Houtrak - Houtrakpolder (natuurgebied) - Houtrakkerbeemden - Noorderbos (natuurgebied) - IJmeer - 't Hooft - Warenar - De Drost - Kleimeer - Kogen en Braken - Velen (natuurgebied) - Pettemerduinen - Purmerbos - Schermereiland - Eilandspolder - Mijzenpolder - Schoorlse Duinen - De Kerf - Texel - Ceres (natuurgebied) - Dorpsgezicht (natuurgebied) - Hoge Berg - Nationaal Park Duinen van Texel - De Dennen - Eierlandse Duinen - De Geul - Muy - De Slufter - Westerduinen - Roggesloot - Waalenburgerdijkje | - Waarderhout - Waterland - Barnegat (natuurgebied) - De Kinsel - De Leek - De Munt (natuurgebied) - De Nes (natuurgebied) - 't Eiland - Fort bij Edam - Hoeckelingsdam - Mijsenhemmen - Opperwoud - Peerenboom (natuurgebied) - Varkensland - Verdeek - Vuurtoreneiland - Zuideind (natuurgebied) - West-Friesland - De Ven (natuurgebied) - De Kreupel - De Weelen - Groote Vliet - Grafheuvels Wervershoof - Kleine Vliet - Kleiput Schellinkhout - Landje van Tersluis - Molendijk (natuurgebied) - Obdammerweel - Onderdijk (natuurgebied) - Oosterdel - Polder Lichtewater - Putten van Oosterleek - Schagerwand - Uiterdijken (natuurgebied) - Vooroever - Weerepolder - Westfriese Zeedijkwielen | - Westwouderpolder - Wieringen - Broekerpolder - De Skril - Hippolytushoeverkoog - Hoelmerkoog - Kleiput Vatrop - Klievervenne - Klutengat - Marskepoeltjes - Normerven - Oeverse Schor - Stroeërkoog - Voorboezem - Westerlanderkoog - Wierdijk (natuurgebied) - Wieringermeer - Dijkgatbos - Dijkgatsweide - Robbenoordbos - Zaanstreek - Guisveld - Ham en Crommenije - Kalverpolder (natuurgebied) - Krommeniërwoudpolder - Noorderveen (natuurgebied) - Oostzanerveld - Reef (natuurgebied) - Westzijderveld - Zeevang - Zuid-Kennemerland - Blinkert - Duinlust - Duinvliet - Koepad - Elswout - Middenduin - Slingerduin - Visscherspad |

## Zuid-Holland
| - Bentwoud - Biesbosch zie #Noord-Brabant - Buytenhout - Bieslandse bos - De Balij - Duivenvoordse en Veenzijdse Polder - Flakkee - Adolfsgat - Battenoordse Bos - Breede Gooi - Bouwdijk - Christoffeldijk - De Weel (Flakkee) - Galatheese Kreek - Groote Kreek - Herkingse Bos - Kleine Kreek - Klinkerlandse Bos - Kraaiensteinsedijk - Lieve Vrouwepoldersedijk - Lorredijk - Manazeese Gorsdijk - Magdalena Kreek - Melissantse Bos - Molendijk (Flakkee) - Nieuwlandsedijk - Nollendijk - Noorddijk (Flakkee) - Noordlandsedijk - Onwaardsedijk - Ooltgensplaat (natuurgebied) - Ooltgensplaatse Bos - Oostendeschedijk - Oosthavendijk - Oud Kraaijerdijk - Oude Dee - Oude Oostmoersedijk - Oudelandsedijk Middelharnis - Oudelandsedijk - Oudelandsedijk Oude Tonge - Paardengat - Paardengatbos - Panksdijkje - Poort Flakkee - Schenkeldijk (natuurgebied) - Smalle Gooi - Tilsedijk - Vliegers - Wellestrijpsedijk - Westdijk (natuurgebied) - Zuiderlandse Bos - Goeree - Halsgat - Koudenhoek (natuurgebied) - Middeldijk (natuurgebied) - Oude Bocht - Oude Westerloosedijk - Stellebos - Zuidhavendijk | - Groene hart - Alblasserwaard - Alblasserbos - Avelingen - Donkse Laagten - Eiland in de Giesse - Kortebroek - Langebroek - Niemandshoek - Polder Blommendal - Put van Zessen - Smoutjes Vlietlanden - Groene hart - Krimpenerwaard - Loetbos - Krimpenerhout - Groene hart - Reeuwijkse plassen - Fort Wierickerschans - Hekendorpse Boezem - Lang Roggebroek - Lange Weide - Polder Bloemendaal - Polder Oukoop (natuurgebied) - Polder Sluipwijk - Prinsendijk - Reeuwijkse plassen - Ruige weide - Toegangskade - Twaalfmorgen (natuurgebied) - Groene hart - Rijnland - Geerpolder - Geerplas - Groene hart - Rijnstreek - Zaanse Rietveld - Spookverlaat - De Wilck - Weipoortse Vliet - Noord Aa - Westeinde - Haagse Bos - Haringvliet - Ezelsgors - Geere Gors - Hooge Gors - Meneerse plaat - Molengors - Slijkplaat (Haringvliet) - Spuigors - Stadse Gors - Uitslagsgors - Ventjagersplaten - Westplaat - Hoeksche Waard - Binnenbedijkte Maas - De Drom - Geertruida-Agathapolder - Goudwaardse Bos - Groot Koninkrijk - Groote Gat (natuurgebied) - Middelvliet (natuurgebied) - Mijlbos - Moricaanse Bos - Nieuwlandse Bos - Numansdorpse Bos - Oost-Hoeksedijk - Oude Nieuwlandsedijk - Oudeland van Strijen - Piershilse Bos - Trekdambos - Vlietmonding - Zomerlanden Gorzenbosch - Zuid-Beijerlandse Bos - Zuiddiepbos | - Hollands Duin - Berkheide - Coepelduynen - Ganzenhoek - Lentevreugd - Boswachterij Noordwijk - IJsselmonde - Develsbos - Valckesteijnse Bos - Kagerplassen - Lakerpolder (natuurgebied) - Kogjespolder (natuurgebied) - Krammer-Volkerak - Gors Ooltgensplaat - Hellegatsplaten - Krammerse Slikken - Noordplaat - Leidsendammerhout - Midden Delfland - Abtswoudsebos - Het kraaiennest - Poldervaart - Woudhoek - het laakgebied en de kade rietmolen - Dobbeplas - De Holierhoek - Het oeverbos - Maaslandsebos - De broekpolder - De krabbeplas en surfplas - Midden delfland - Kerkpolder - Ackerdijksebos - Zuidbuurt en boonerlucht - Foppenplas en polder - veerpont de kwakel - De tanthof - Oost-abtspolder - Volksbos en de rietputten - Groene keijzer - Oeverlanden Hollandsch Diep - Albertpolder - Esscheplaat - Hoogezandse Gorzen - Leendertspolder - Oosterse Bekade Gorzen - Pieterspolder - Sasseplaat - Zeehondenplaat - Rottemeren - Voorne-Putten - Beerenplaat (natuurgebied) - Kooisteebos - Mallenbos - Polder Biert (natuurgebied) - Ravensehout - Spuigors - Vierambachtenboezem (natuurgebied) - Wellevliet - Wolvenpolder |

## Zeeland
| - Grevelingen (deels Zuid-Holland) - De Punt (Grevelingen) - De Val (Grevelingen) - Dwars in de Weg - Herkingen (Grevelingen) - Hompelvoet - Kabbelaarsbank - Markenje - Mosselbank (Grevelingen) - Noordplaten - Ossehoek - Slikken van Bommenede - Slikken van Dijkwater - Slikken van Flakkee - Stampersplaat - Veermansplaat - Noord-Beveland - Bokkegat - Bosje Geersdijk - Bosje Kats - Bosje Spuidijk - Bosje Valkreek - Bosje Weduwe Luik - Inlaag Anna Friso - Inlaag Kats - Kamperlandse Duintjes - Schouwen-Duiveland - Boswachterij Westerschouwen - Dijkwater - Dorpsbos Sirjansland - Duinzoom - Gadra - Kakkersweel - Karolingische Burcht - Krekengebied Ouwerkerk - Meeuwenduinen - Naterskreek - Plan Tureluur - Prunje - Schelphoek - Schouwse Dijkbeemden - Schuddebeurs (natuurgebied) - De Steenzwaan - Vliegveld (natuurgebied) - Vroongronden - Zoeten en Zouten Haard - Tholen - Den Breeje - Diepe Gat - Dijken van Tholen - Dorpsbos St. Maartensdijk - Geulsche Weel - Het Rammegors - Inlaag Stavenisse - Karnemelkspot - Pluimpot - Schakerloopolder - Scherpenissepolder - Schorren van Botshoofd - Schorren van St. Annaland - Slikken en Schorren van de Dortsman - Stadsbos Tholen - Stinkgat - Van Haaftenpolder - Welen onder Stavenisse - Zuidweihoek - Veerse Meer - Aalvanger - De Piet - Goudplaat - De Haringvreter - Middelplaten - Oranjeplaat - Schelphoek - Schotsman - Zilveren Schor | - Walcheren - Biggekerksebos - Bos Boudewijnskerke - Dijkbeemden - Dishoek (natuurgebied) - Fort Den Haak - Fort Rammekens - Kreek Westkapelle - Kuststrook - Manteling - Noordervroon - Rammekenshoek - Salsa Terrabos - Schoonoord (natuurgebied) - Veerse Bos - Westerschelde-Noord - Zeeuws-Vlaanderen - Autriche - Axelse Gat - Axelse Kreek - Boschkreek - Braakman Noord en - Zuid - Cambron (natuurgebied) - Canisvliet - Clingepolder - De Knokkert - De Plate - De Ratte - De Vogel - Driewegen - Eekloosche Watergang - Eiland van de Meijer - Fort Sint Jacob - Fort Sint Joseph - Fort Sint Livinus - Gat van Ko - Gat van Pinte - Graauwse Kreek - Groot Eiland - Groote Gat - Grote Putting - Isabellahaven (natuurgebied) - Kapersgat - Karnemelkpolder - Koegat - Koninginnehaven (natuurgebied) - Kromme Watergang - Liniedijk - Margarethapolder - Mauritsfort - Meester van der Heijdengroeve - Moerspuische Watergang - Nummer Een - Passageule - Passluis (natuurgebied) - Platen van Hulst - Plasschaert - Polsvliet - Pontebos - Pyramide (natuurgebied) - Riemenskreek - Rotte Kreek - Schapenbout (natuurgebied) - Schor van Ossenisse - Sint Kruis Kreek - Smitsschorre - Staats-Spaanse Linie - Toniobosje - Van Waes - Vlaamse Kreek - Vogel-Zuid - Weelkens - Westdorpe (natuurgebied) - Zeegat (natuurgebied) - Zenderbosje - Zestigvoet - Zoetevaart - Zwartenhoekse Kreek | - Zuid-Beveland - Abbekindersebos - Bathse Schor - Deesche Watergang - Den Inkel - Dijkbeemden Reimerswaal - Kapellebank - Kapelse Bos - Kapelse Moer - Poelbos - Schor bij Bath - Schor van Waarde - Vinkenisse Kreek - Wemeldingse Bos |

## Noord-Brabant
| - Baronie van Breda - Alphense Bergen - Binnenpolder Terheijden - Binnenpolder - Kooibosje - Eendenkooi Terheijden - Boswachterij Dorst - De Heiningen - Het Breedven - Seterse Bergen - Nieuwe Leemputten - Oude Leemputten - Vijf Eiken - Chaamse Bossen - De Donken - Weimeren - Rooskensdonk - De Lage Vuchtpolder - Haagse Beemdenbos - Het Blok (natuurgebied) - Kwaalburgsche Heide - Liesbos - Hooiberg - Linies van Den Hout - Linies van de Munnikenhof - Markdal - Mastbos - Speelbos Heksenberg - Speelbos Boeverijen - Spinolaschans - Strijbeekse Heide - Ulvenhoutse Bos - Chaambos - Prinsenbos - Sint Annabos - Biesbosch (deels zuid Holland) - Aart Eloyenbosch - Anna Jacominaplaat - Boerenplaat - Brabantse Biesbosch - Buisjes (Biesbosch) - Catharina Polder - Cornelia Polder - De Bol (Biesbosch) - De Dood (Biesbosch) - De Eneplaat - De Enepolder - De Kikvorsch of Otter - Deenenplaat - Doolhof (Biesbosch) - Dordtse Biesbosch - Eendenkooi Hofmansplaat - Ganzenwei - Gat van Kielen - Grote Polder (Biesbosch) - Hennipje Hofmansplaat - Huiswaard (Biesbosch) - Jannezand - Klein Kraaiennest - Kleine Nieuwe Dombosch - Koekplaat - Kop van de Oude Wiel - Kruidvlaai - Lepelaarsplaat - Louisa en Cannemanspolder - Middelste Jannezand - Middenveld (Biesbosch) - Noordwaard - Notarishoek - Onderplaat - Oostwaard (Biesbosch) - Plaatje van den Steen - Polder Ganzepest - Polder Jantjesplaat - Polder Kindem - Polder Lange Jan - Polder Lepelaar - Polder Maltha - Polder Turfzakken - Polder Visplaat - Rietplaat - Rupsenhoek - Ruwenhennip - Sassenplaat - Sint Jansplaat - Sliedrechtse Biesbosch - Sluishoek - Speelbos De Elzen - Spieringpolder (Biesbosch) - Spoorslootgriend - Stormhoek - Tongplaat - Toontjesplaat - T-plaat - Vijf Ambachten - Zuider Jonge Deen - Zuidgat | - Brabantse Wal - Kortenhoeff - Moretusbos - Pilberg - Staartse Heide - Staartse Duinen - Stoppelbergen - Bosje van Kanters - Groene Woud - Biessertpolder - Bergerheide - Het Bossche Broek - Breugel (natuurgebied) - De Hilver - Den Opslag (natuurgebied) - Dommelbeemden en Moerkuilen - Dommeldal (natuurgebied) - Eerdse Bergen - Elderbroek - De Geelders - Meer van Engelen - Moerputten - Nieuwkuijks Bosje - Oud Meer - Pettelaar - De Prangen - Sompen en Zooislagen - Vresselsbos - Wijboschbroek - Heeze-Leende - Achelse Kluis (Heeze-Leende) - Collsche Bossen - De Collen - Het Goor - Boswachterij Leende - Groote Heide - Leenderbos - Opwettense Molen - Pan (Heeze-Leende) - Sang en Goorkens - Soerendonkse Goor - Starkriet - Strabrechtse Heide - Tongelreep (rivier) - Het Merkske - Withagen - Hoekbeemden - Vogelenzang (Het Merkske) - Castelreesche Heide - Raijkens Schoor - Broskens - Egelbroeken - Voster Schoor - Kempen - Cartierheide - De Goorloop - Je Maintiendrai (De Kempen) - Keersop en Run - Landschotse Heide - Malpiebeemden - Reuselse Moeren - Riebos - Weijerkens - Wolfhoeksche Heide - Langstraat - De Dullaard - Den Dulver - Labbegat - Het Eendenest - Westelijke Langstraat - Maasdal - Broekense Wielen - De Maurik - De Heinis - Kooikampen - Keent en Reek - Maasheggen - Bergjes - Makken - Middelsteegse Weiden - Oeffelter Meent - Maashorst - Arboretum Heesch - Goor - Dassenburght - Groot Ganzenven - Het Goor - Heesch en Nistelrode - Kanonsberg - Mosbulten - Slabroek en Slabroekse Heide | - Noordoost-Brabant - Beestenveld - Grotelsche Heide - Mill en Langenboom - Sint Anthonis - Wijstgronden - De Pelen zie #Limburg - West-Brabant - Appelzak (natuurgebied) - Binnendijk (natuurgebied) - Breedbroeken - Buitengorzen - Riet - Biezenveld - De Berk (natuurgebied) - Zandwiel - De Blauwe Sluis - De Doelen (natuurgebied) - De Krochten - De Witte Plas - De Worp - Koekoek - Kuijpershoek - Everland (natuurgebied) - Fort Sabina Henrica - Gastels Laag - Groenstrook - Halsters Laag - Het Laag - Gastelsedijk Zuid - Hanegevecht (natuurgebied) - Hoevense Beemden - Poldersdijk - Holdersbergsedijk - Hopmeer - Kelsdonk - Leemlokken - Zoetenbeet - Zwartenbergse Molen - Zwermlaken - Het Achergat - Het Windgat - Kleine Bolspolder - Krijtenburgsepolder - Lange Gooren - Lange Water (natuurgebied) - Lions Speelbos - Matjens - Morgenstondbos - Oude Hinkelenoorddijk - Oudland - Princesseplaat - Rietkreek - Rotting (natuurgebied) - Sint Antoniegorzen - Spuitendonksebos - Standdaarbuitenbos - Stellebos - Strijpen (natuurgebied) - Tonnekreek (natuurgebied) - Turfvaart-Helloop - Valkehoek - Zwanemeer - Waaijenberg (natuurgebied) - Zonzeel - Vrije Kavelen - Dombosch - Zure Maden |

## Limburg
| - De Pelen (deels in Noord-Brabant) - De Bult - Deurnsche Peel - Het Grauwveen - Groote Peel - Heidsche Peel - Mariapeel - Scherliet - Snep - Maasduinen - Bergerbos - Bleijenbeek - Maasvallei - Borgharen (uiterwaard) - Itteren (uiterwaard) - Geulle aan de Maas (uiterwaard) - Midden-Limburg - Annendaalsbos - Asseltse Plassen - Beeselsbroek - Boekenderbos - De Doort - De Grauwe Beer (natuurgebied) - De Haak - De Hout (natuurgebied) - De Meinweg - De Weerd - De Zoom - Donker Nack - Groenewoud (natuurgebied) - Groote Moost - Heelderpeelloop - Holtmuhle - Kievitsloop - Kleine Moost - Leudal - Meerlebroek - Moeselpeel - Nederpeel - Oude Graaf - Rijkelse Bemden - Roerdal - Spickerbroek - Stadsweide - Swalmdal - Wieler (natuurgebied) | - Noord-Limburg - Aastbroek - Broekhuizerweerd - Castenrayse Vennen - Gennepse Heide - Genneperhuis - Heesbeemden - Koelbroek - Leunse Paes - Loobeekdal - Molenbeekdal - Niersdal - Rouwkuilen - Schadijkse Bossen - Schandelosche Broek - Schuitwater - Sint Jan Sleutelbergbos - Smakterveld - 't Ham - 't Sohr - Uvelderbos - Vlakbroek - Zaadtuin Grubbenvorst - Zeldersche Driessen | - Zuid-Limburg - Armenbos - Bemelen (natuurgebied) - Biebosch - Bron (natuurgebied) - Bunderbos - De Tatert - Dolsberg - Eijsderbosch - Elzetterbos - Eysser Bosschen - Geuldal - Gerendal - Orchideeëntuin Gerendal - Groote Bosch - Gulpdal - Holsetterbos - In de Schreub - Kerperbos - Keutenberg (natuurgebied) - Kloosterbos - Kruisberg (natuurgebied) - Kruisbos - Kunderberg - Malensbos - Onderste Bosch - Platte Bosch - Preusbos - Ravensbosch - RivierPark Maasvallei - Roebelsbos - Savelsbos - Schimperbos - Sint Jansbosch - Snijdersberg - Sousberg - Swentiboldse Land - Schweibergerbos - Vaals (natuurgebied) - Vijlenerbos - Vrakelberg - Wahlwiller Graven - Wintraak (natuurgebied) - Wintrakerberg - Vijlenerbos |